# Batang (huyện)
Batang là một huyện (tiếng Indonesia: kabupaten) nằm ở bờ biển phía bắc của tỉnh Trung Java tại Indonesia. Huyện lị là Batang, và nằm cách 100 km về phía tây của tỉnh lị Semarang. Người dân tại Batang chủ yếu là người Java và hầu hết song ngữ tiếng Java và tiếng Indonesia.
Huyện có cả địa hình ven biển và đồi núi. Trung tâm thị trấn Batang 'nằm ở ven biển phía bắc và có mạng lưới quốc lộ xuyên Java, được biết đến rộng rãi hơn với tên "the Pantura". Các hoạt động kinh tế chủ yếu tập trung quanh tuyến quốc lộ này và xung quanh quảng trường của thị trấn, được gọi là "alun-alun". Ở trung tâm của quảng trường, có một cây dong chúc lâu đời và đồ sộ và trở thành một trong các biểu tượng của huyện.
Huyện gồm có 15 phó huyện là: Batang (huyện lị), Bandar, Bawang, Blado, Gringsing, Limpung, Reban, Subah, Tersono, Tulis, Warungasem, Wonotunggal, Pecalungan, Kandeman và Banyuputih.